# Marie Krøyer
Marie Triepcke Krøyer Alfvén (født Maria Martha Mathilde Triepcke 11. juni 1867 på Frederiksberg, død 25. maj 1940 i Stockholm) var en dansk maler.

## Biografi
Marie Triepcke var datter af ingeniør og væveridirektør Wilhelm August Eduard Max Triepcke (1834-91) og Minna Augusta Kindler (1840-1909). Forældrene var tyske indvandrere.
Da kvindelige elever først kunne optages på Kunstakademiet i 1888, blev Marie privatuddannet som maler i København, hvor hendes første lærer var maleren Carl Thomsen, hvis tegneskole hun gik på i 1880'erne. Marie Triepcke overvejede selv at åbne en malerskole, men rejste sammen med Anna Ancher i 1888 til Paris, hvor hun fik undervisning hos Gustave Courtois, Alfred Roll og Pierre Puvis de Chavannes.

### Ægteskab med P. S. Krøyer
Under dette ophold mødte hun P.S. Krøyer, og parret giftede sig den 23. juli 1889 i Augsburg, hvor Maries forældre nu boede.
Hun debuterede på Charlottenborg i 1888 og hjalp til med at grundlægge den Den Frie Udstilling i 1891.
Marie blev også venner med Harald Slott-Møller, hans kone Agnes Rambusch (Agnes Slott-Møller), kritikeren Georg Brandes og digteren Sophus Schandorph.
Ægteskabet med Krøyer blev dramatisk. De rejste i nogle år rundt i Tyskland, Italien og Frankrig, før de slog sig ned i Skagen. Marie malede ikke meget i denne periode, men indrettede hjemmet med stor kunstnerisk kreativitet. Ægteparret fik datteren Karen Vibeke "Vipsen" Krøyer (5. januar 1895 - 29. april 1985), som har efterkommere. Hun ligger begravet ved siden af sin mor og sin halvsøster på Leksand kirkegård. Ved århundredskiftet fik P.S. Krøyer alvorlige helbredsproblemer og var indlagt i flere perioder.

### Ægteskab med Hugo Alfvén
På en rejse til Taormina på Sicilien i 1902 traf Marie Krøyer den svenske komponist Hugo Alfvén, der skulle blive hendes anden ægtemand efter mange alvorlige skærmydsler. Parret mødtes i Skagen med Krøyers vidende, men han ville ikke indvillige i en skilsmisse. Først da Marie blev gravid og fødte en datter, den senere skuespiller Margita Alfvén (16. november 1905 - 11. marts 1962), blev Marie skilt fra Krøyer i 1905. Pga. denne skandale kunne Alfvén af hensyn til sin karriere ikke straks gifte sig med Marie. Det skete først i 1912 efter Krøyers død.
Parret boede sammen i Tällberg, Leksand i Sverige i en helt ny bolig Alfvénsgaard, som Marie prægede med møbelindretning og dekorationer. Hun malede også pasteller og oliemalerier i denne periode, der var meget stormfuld. I 1928 søgte Alfvén om skilsmisse, hvilket Marie nægtede at gå med til, og først i 1936 blev de skilt. Skilsmissens største stridspunkt var Alfvénsgaarden, der i høj grad havde været Marie Krøyers værk. Ved skilsmissen tilfaldt den Margita Alfvén. Efter hendes død arvede halvsøsteren Vibeke Krøyer gården, men hun fandt den for stor, hvorfor hun solgte den og købte et mindre hus i nærheden. Sidst i 1960erne flyttede hun til Sverige.
Marie levede sine sidste år i stor ensomhed i Stockholm , hvor hun døde i 1940. Den 11. juni 1967 - på 100-årsdagen for Marie Krøyers fødsel - fik Vibeke Krøyer foranlediget, at Marie Krøyers og datteren Margita Alfvéns urner blev begravet i samme gravsted på kirkegården i Leksand. I dette gravsted blev også Vibeke Krøyers urne gravsat ved hendes død i 1985.

## Malerier
Mens hun var gift med Krøyer, malede Marie kun lidt; hun betragtede sit talent som værende underlegen, led af stor selvkritik og følte sig frustreret over, at hun ikke kunne forpligte sig fuldt ud til kunst, fordi hun havde accepteret, at hendes rolle var at være en husmor og mor. Hun sagde blandt andet:
  Jeg tror nogle gange, at hele indsatsen er forgæves, vi har alt for meget at overvinde ... hvilken betydning har det egentlig, hvis jeg maler, jeg vil aldrig, aldrig opnå noget virkelig stort ... Jeg ønsker at tro på vores sag, selvom det til tider kan være frygteligt svært.

Derimod havde hendes veninde Anna Ancher et mere positivt forhold til sin egen mand; hun var ikke berørt af huslige pligter, og deres kunstneriske stilarter og motiver var så forskellige, at direkte sammenligning aldrig var et problem.
Kun et lille antal af Maries malerier overlevede, de fleste på små lærreder. I hendes impressionistiske billede af sig selv Selvportræt (1889), formidler hun et temmelig dyster billede af sig selv, understreget af de tykke penselstrøg og skyggen kastet over det meste af hendes ansigt. Hendes sidst kendte maleri Markedsplads i en fransk by fra 1898 er der eneste billede som bryder den dystre malestil.
Selvom Marie Krøyer blev anerkendt for sin personlige skønhed i løbet af sit liv, var det ikke før hendes død, at hendes datter Vibeke i 1985 sørgede for, at hendes talent som kunstner blev afsløret. Malerierne efterladt af Vibeke, nu i Skagens Museum, viste hendes mor som en fin maler, som besad et urealiseret potentiale. Dette blev yderligere dokumenteret i 2002, i forbindelse med offentliggørelsen af Tonni Arnold bog Kunsten i Marie Krøyers liv. Da en udstilling med nogle af hendes hidtil ukendte værker, 40 malerier og 20 tegninger, blev afholdt i Københavns Kunstforening, efter ophavsmanden havde opsporet dem i Sverige, kommenterede Arnold: ". Det er helt klart, at hun forsøgte at få succes som maler, men omstændighederne var imod hende. Efter Krøyer blev ramt af psykisk sygdom - gav hun op ... Men nu ved vi, at for lange perioder, forsøgte hun for alvor at være en maler, at hun rejste enehændigt og at noget kom ud af det hele."
De fleste værker af Marie Krøyer er i samlingen på Skagens Museum.

Den Hirschsprungske Samling havde i 2023 og 2024 fokus på Marie Krøyer med en udstilling af hendes billedkunst.

## Børn
Med P.S. Krøyer:
- Karen Vibeke Krøyer (5. januar 1895 – 29. april 1985), skuespiller og journalist. Var først gift med prokurist Otto Bocdal Christensen ? -?. Gift (i Birkerød) med journalist, cand. jur., proprietær Kai Rudolf Dahl (født 14. juni 1890) 3. juni 1922 - 13. marts 1930. Fik børn. Har efterkommere.

Med Hugo Alfvén:
- Margita Alfvén (16. november 1905 – 11. marts 1962), skuespiller, i starten af 1920'erne forlovet med Evert Taube. Gift i 1924 med Henrik Conrad Bohlin, parret blev skilt i 1927. Fik ingen børn.

## Billeder
| - Marie Krøyer portrætteret - Bertha Wegmann: Portræt af Marie Triepcke, 1885 (Den Hirschsprungske Samling) - P.S. Krøyer: portræt af Marie, 1889 - Af Krøyer, 1889 - Michael Ancher, Marie Krøyer i Paris, 1889 - Krøyer: Marie i Ravello, 1890 - Krøyer: Interiør. Marie Krøyer maler Marie malende i Ravello (provinsen Salerno), 1890 - Krøyer, ca. 1895 |

| - Værker af Marie Krøyer - Ung dreng i profil, 1886 - Nøgen dreng, april 1887 - Interiør med læsende kvinde, ca. 1888 - Portræt af lille italiensk pige, 1890 - Rødligt interiør med støbejernsovn og et snurrehjul i rummet ved siden, ca. 1890 - Ved væven, 1890'erne - Rygvendt model, ca. 1895 - Roser i blåmønstret vase, 1890 - Interiør med syende kvinde, uden dato |